# Testimonija najstarejše slovanske zgodovine
Testimonija najstarejše slovanske zgodovine (poljsko Testimonia najdawniejszych dziejów Słowian) je zbirka bizantinskih virov besedil, ki opisujejo Slovane in so jih izdali na Inštitutu slavistike poljske akademije znanosti. Viri so napisani v grškem jeziku s prevodi v poljščino s komentarji. 